# Maya Joint
Maya Joint (ur. 16 kwietnia 2006 w Grosse Pointe) – australijska tenisistka.

## Kariera tenisowa
W karierze zwyciężyła w dwóch singlowych i jednym deblowym turnieju rangi ITF.

## Historia występów wielkoszlemowych
Legenda
     W, wygrany turniej
     F, przegrana w finale
     SF, przegrana w półfinale
     QF, przegrana w ćwierćfinale
     xR, przegrana w x rundzie
     Qx, przegrana w x rundzie kwalifikacji
     A, brak startu
     NH, turniej nie odbył się

### Występy w grze pojedynczej
| Australian Open        | A | A   | Q3  | 1R | 0 / 1 | 0 – 1 |  |  |  |  |  |  |  |  |  |  |  |  |  |  |  |  |  |  |  |  |  |
| French Open            | A | A   | A   | 1R | 0 / 1 | 0 – 1 |  |  |  |  |  |  |  |  |  |  |  |  |  |  |  |  |  |  |  |  |  |
| Wimbledon              | A | A   | Q2  | 1R | 0 / 1 | 0 – 1 |  |  |  |  |  |  |  |  |  |  |  |  |  |  |  |  |  |  |  |  |  |
| US Open                | A | A   | 2R  |    | 0 / 1 | 1 – 1 |  |  |  |  |  |  |  |  |  |  |  |  |  |  |  |  |  |  |  |  |  |
|                        |   |     |     |    |       |       |  |  |  |  |  |  |  |  |  |  |  |  |  |  |  |  |  |  |  |  |  |
| Ranking na koniec roku | – | 773 | 119 |    | 0 / 4 | 1 – 4 |  |  |  |  |  |  |  |  |  |  |  |  |  |  |  |  |  |  |  |  |  |

### Występy w grze podwójnej
| Australian Open        | A | A   | A   | 1R | 0 / 1 | 0 – 1 |  |  |  |  |  |  |  |  |  |  |  |  |  |  |  |  |  |  |  |  |  |
| French Open            | A | A   | A   | 2R | 0 / 1 | 1 – 1 |  |  |  |  |  |  |  |  |  |  |  |  |  |  |  |  |  |  |  |  |  |
| Wimbledon              | A | A   | A   | 3R | 0 / 1 | 2 – 1 |  |  |  |  |  |  |  |  |  |  |  |  |  |  |  |  |  |  |  |  |  |
| US Open                | A | A   | A   |    | 0 / 0 | 0 – 0 |  |  |  |  |  |  |  |  |  |  |  |  |  |  |  |  |  |  |  |  |  |
|                        |   |     |     |    |       |       |  |  |  |  |  |  |  |  |  |  |  |  |  |  |  |  |  |  |  |  |  |
| Ranking na koniec roku | – | 669 | 189 |    | 0 / 3 | 3 – 3 |  |  |  |  |  |  |  |  |  |  |  |  |  |  |  |  |  |  |  |  |  |

### Występy w grze mieszanej
| Australian Open | A | A | 1R | A | 0 / 1 | 0 – 1 |  |  |  |  |  |  |  |  |  |  |  |  |  |  |  |  |  |  |  |  |  |
| French Open     | A | A | A  | A | 0 / 0 | 0 – 0 |  |  |  |  |  |  |  |  |  |  |  |  |  |  |  |  |  |  |  |  |  |
| Wimbledon       | A | A | A  | A | 0 / 0 | 0 – 0 |  |  |  |  |  |  |  |  |  |  |  |  |  |  |  |  |  |  |  |  |  |
| US Open         | A | A | A  |   | 0 / 0 | 0 – 0 |  |  |  |  |  |  |  |  |  |  |  |  |  |  |  |  |  |  |  |  |  |
|                 |   |   |    |   |       |       |  |  |  |  |  |  |  |  |  |  |  |  |  |  |  |  |  |  |  |  |  |
|                 |   |   |    |   | 0 / 1 | 0 – 1 |  |  |  |  |  |  |  |  |  |  |  |  |  |  |  |  |  |  |  |  |  |

## Finały turniejów WTA
| Legenda                   | Legenda |
| ------------------------- | ------- |
| Wielki Szlem              |         |
| Igrzyska olimpijskie      |         |
| WTA Tour Championships    |         |
| od 2021                   |         |
| WTA 1000 (obowiązkowe)    |         |
| WTA 1000 (nieobowiązkowe) |         |
| WTA 500                   |         |
| WTA 250                   |         |
| WTA 125                   |         |

### Gra pojedyncza 2 (2–0)
| Końcowy wynik | Nr | Data            | Turniej    | Nawierzchnia | Przeciwniczka      | Wynik finału      |
| ------------- | -- | --------------- | ---------- | ------------ | ------------------ | ----------------- |
| Zwyciężczyni  | 1. | 24 maja 2025    | Rabat      | Ceglana      | Jaqueline Cristian | 6:3, 6:2          |
| Zwyciężczyni  | 2. | 28 czerwca 2025 | Eastbourne | Trawiasta    | Alexandra Eala     | 6:4, 1:6, 7:6(10) |

### Gra podwójna 2 (1–1)
| Końcowy wynik | Nr | Data            | Turniej    | Nawierzchnia | Partnerka           | Przeciwniczki                        | Wynik finału |
| ------------- | -- | --------------- | ---------- | ------------ | ------------------- | ------------------------------------ | ------------ |
| Zwyciężczyni  | 1. | 23 maja 2025    | Rabat      | Ceglana      | Oksana Kalasznikowa | Angelica Moratelli Camilla Rosatello | 6:3, 7:5     |
| Finalistka    | 1. | 28 czerwca 2025 | Eastbourne | Trawiasta    | Hsieh Su-wei        | Marie Bouzková Anna Danilina         | 4:6, 5:7     |

## Finały turniejów WTA 125

### Gra pojedyncza 1 (0–1)
| Końcowy wynik | Nr | Data          | Turniej  | Nawierzchnia | Przeciwniczka | Wynik finału  |
| ------------- | -- | ------------- | -------- | ------------ | ------------- | ------------- |
| Finalistka    | 1. | 27 lipca 2024 | Warszawa | Twarda       | Alycia Parks  | 6:4, 3:6, 3:6 |

### Gra podwójna 2 (1–1)
| Końcowy wynik | Nr | Data           | Turniej         | Nawierzchnia | Partnerka      | Przeciwniczki                         | Wynik finału   |
| ------------- | -- | -------------- | --------------- | ------------ | -------------- | ------------------------------------- | -------------- |
| Zwyciężczyni  | 1. | 15 lutego 2025 | Cancún          | Twarda       | Taylah Preston | Aliona Bolsova Yvonne Cavallé Reimers | 6:4, 6:3       |
| Finalistka    | 1. | 30 marca 2025  | Puerto Vallarta | Twarda       | Ena Shibahara  | Hanna Chang Christina McHale          | 6:2, 2:6, 7–10 |

## Finały turniejów ITF
| turnieje z pulą nagród 100 000 $ (W100) |
| turnieje z pulą nagród 80 000 $ (W80)   |
| turnieje z pulą nagród 60 000 $ (W75)   |
| turnieje z pulą nagród 40 000 $ (W50)   |
| turnieje z pulą nagród 25 000 $ (W35)   |
| turnieje z pulą nagród 15 000 $ (W15)   |

### Gra pojedyncza 3 (2–1)
| Rezultat     |    | Data       | Turniej        | ($)     | Naw.    | Przeciwniczka | Wynik         |
| Zwyciężczyni | 1. | 11/02/2024 | Burnie         | 60 000  | Twarda  | Aoi Ito       | 1:6, 6:1, 7:5 |
| Zwyciężczyni | 2. | 17/03/2024 | Santo Domingo  | 25 000  | Twarda  | Gao Xinyu     | 6:4, 2:6, 6:1 |
| Finalistka   | 1. | 18/02/2024 | Bonita Springs | 100 000 | Ceglana | Lulu Sun      | 1:6, 3:6      |

### Gra podwójna 3 (1–2)
| Rezultat     |    | Data       | Turniej    | ($)    | Naw.          | Partnerka       | Przeciwniczki                         | Wynik          |
| Finalistka   | 1. | 04/03/2023 | Toronto    | 25 000 | Twarda (hala) | Mia Yamakita    | Ulrikke Eikeri Fanny Stollár          | 6:7(6), 0:6    |
| Zwyciężczyni | 1. | 02/12/2023 | Gold Coast | 60 000 | Twarda        | Roisin Gilheany | Melisa Ercan Alicia Smith             | 7:6(3), 6:1    |
| Finalistka   | 2. | 25/05/2024 | Otočec     | 40 000 | Ceglana       | Rasheeda McAdoo | Ekaterine Gorgodze Wałerija Strachowa | 6:3, 4:6, 5–10 |